# جیسون رابرت براون
جیسون رابرت براون (انگلیسی: Jason Robert Brown; ۲۰ ژوئن ۱۹۷۰) موسیقی‌دان اهل ایالات متحده آمریکا است. وی از سال ۱۹۸۵ میلادی تاکنون مشغول فعالیت بوده‌است.
از فیلم‌ها یا برنامه‌های تلویزیونی که وی در آن نقش داشته‌است می‌توان به تیک، تیک… بوم! اشاره کرد.